# John N. Smith
John N. Smith OC (* 31. Juli 1943 in Montreal, Quebec) ist ein kanadischer Filmregisseur, Drehbuchautor und Filmproduzent.

## Leben
John N. Smith machte 1964 seinen B.A. in Politikwissenschaft an der McGill University. Seine Thesis befasste sich mit einer Kontroverse in der deutschen Partei SPD1 zwischen 1895 und 1905. 1968 begann er seine Karriere bei CBC/Radio-Canada als Produzent für den Film The Way It Is. 1970 wurde er verhaftet, weil er Informanten aus der Front de libération du Québec nicht bei der Polizei verriet. Er befand sich dafür etwa eine Woche in Haft. Enttäuscht von der CBC, die ihn nicht unterstützte, zog er mit seiner ersten Frau zu Beginn der 1970er in die Vereinigten Staaten, wo er eine kurze Zeit für ABC arbeitete.
Bereits 1972 kehrte er nach Kanada zurück und arbeitete für das National Film Board of Canada an. Er konzentrierte sich zunächst auf Dokumentarfilme, drehte anschließend aber auch Kurzfilme und Filmdramen. Der Durchbruch gelang ihm mit dem Kurzfilm First Winter, für den er bei der Oscarverleihung 1982 für den Besten Kurzfilm nominiert wurde. Allerdings gewann Violet von Shelley Levinson den Oscar.
In Deutschland dürfte er wohl vor allem bekannt sein für seine Regiearbeit bei Dangerous Minds – Wilde Gedanken (1995) mit Michelle Pfeiffer. 
1994 und 1998 gewann er je einen Gemini Award, 1994 für die Dramaserie The Boys of St. Vincent und 2008 für The Englishman’s Boy. 2013 wurde er von der Directors Guild of Canada für sein Lebenswerk ausgezeichnet. Außerdem wurde er 2008 zum Officer of the Order of Canada.
Er ist mit Regisseurin Cynthia Scott verheiratet. Sein Sohn Bruce Smith, der aus einer früheren Ehe stammt, ist Drehbuchautor und arbeitete unter anderem mit ihm zusammen an Prairie Giant: The Tommy Douglas Story.

## Filmografie (Auswahl)
- 1970: Here Comes the Seventies (Dokumentarserie)
- 1974: The New Boys (Kurzdokumentarfilm)
- 1975: Ready When You Are (Kurzfilm)
- 1977: Happiness Is Loving Your Teacher (Kurzfilm)
- 1981: First Winter (Kurzfilm)
- 1981: For the Love of Dance (Dokumentarfilm)
- 1986: Sitting in Limbo
- 1992: Die Opfer von St. Vincent – Schrei nach Hilfe (The Boys of St. Vincent) (Fernsehfilm)
- 1992: Die Opfer von St. Vincent – 15 Jahre später (The Boys of St. Vincent: 15 Years Later) (Fernsehfilm)
- 1993: Dieppe (Fernsehfilm)
- 1995: Dangerous Minds – Wilde Gedanken (Dangerous Minds)
- 1995: Der Pate und das Showgirl (Sugartime) (Fernsehfilm)
- 1998: Kein Vater von gestern (A Cool, Dry Place)
- 2006: Prairie Giant: The Tommy Douglas Story (Miniserie)
- 2008: The Englishman's Boy (Miniserie)